# Ričica (ort)
Ričica är en ort i Bosnien och Hercegovina.   Den ligger i entiteten Federationen Bosnien och Hercegovina, i den centrala delen av landet, 30 km norr om huvudstaden Sarajevo. Ričica ligger 596 meter över havet och antalet invånare är 410.
Terrängen runt Ričica är kuperad. Närmaste större samhälle är Kakanj, 4,9 km väster om Ričica. 
Omgivningarna runt Ričica är en mosaik av jordbruksmark och naturlig växtlighet. Runt Ričica är det ganska tätbefolkat, med 93 invånare per kvadratkilometer.